# Michael Friedrich Kowalzig
Michael Friedrich Kowalzig (* 12. Dezember 1780 in Arys; † 29. Dezember 1862 in Berlin) war ein preußischer Generalleutnant.

## Leben

### Herkunft
Er war der Sohn von Johann Kowalzig und dessen Ehefrau Elsa, geborene Radtke. Sein Vater war Kleinbauer und Schmied in Arys.

### Militärkarriere
Kowalzig wurde im elterlichen Hause erzogen und trat, nachdem er seine Bildung auf Privatschulen etwas verbessert hatte, am 1. April 1801 als Musketier in das Infanterieregiment „von Diericke“ der Preußischen Armee ein. Im Vierten Koalitionskrieg wurde er am 10. Februar 1807 für seine Tapferkeit zum Fähnrich befördert und bei der Verteidigung von Danzig durch eine Flintenkugel schwer am Kopf verletzt.
Nach dem Frieden von Tilsit und bestandenem Offiziersexamen kam Kowalzig am 1. Januar 1808 in das 4. Ostpreußische Infanterie-Regiment. Dort avancierte er Mitte Juli 1810 zum Sekondeleutnant und Regimentsadjutanten. Am 4. Januar 1813 kommandierte man ihn als Adjutanten zu General von Krauseneck und zwei Monate später in gleicher Eigenschaft zu General von Thümen. Mit der Beförderung zum Premierleutnant wurde Kowalzig am 15. Mai 1813 Adjutant bei Oberst von Krafft. Während der Befreiungskriege erwarb er bei Großbeeren das Eiserne Kreuz II. Klasse und bekam für Dennewitz eine Belobigung. Er nahm an der Völkerschlacht bei Leipzig teil, wurde Ende des Jahres 1813 Stabskapitän und kämpfte bei Laon, Ligny, Belle Alliance, Hoyerswerda, Breda und Herzogenbusch. Für Antwerpen erhielt Kowalzig den Orden des Heiligen Wladimir IV. Klasse. Er kämpfte in Compiègne und erhielt bei Namur das Eiserne Kreuz I. Klasse. Außerdem kämpfte er bei den Belagerungen von Wittenberg, Soissons, Landrecies, Philippeville und Givet. Am 22. März 1815 stieg Kowalzig zum Kapitän auf.
Nach dem Krieg wurde er am 30. März 1817 Major in der Adjutantur der Brigade in Stettin. Daran schloss sich vom 27. März 1820 bis zum 29. März 1830 eine Verwendung als Kommandeur des I. Bataillons im 3. Landwehr-Regiment an. Anschließend wurde er Kommandeur des Füsilier-Bataillons im 4. Infanterie-Regiment und in dieser Eigenschaft am 30. März 1834 mit Patent vom 3. April 1834 zum Oberstleutnant sowie am 30. März 1836 mit Patent vom 5. April 1836 zum Oberst befördert.
Ende März 1837 beauftragte man Kowalzig zunächst mit der Führung des 7. Infanterie-Regiments und am 14. Januar 1838 folgte seine Ernennung zum Kommandeur dieses Verbandes. Am 25. März 1841 wurde er als Kommandeur der 2. Landwehr-Brigade nach Danzig versetzt und am 6. April 1841 dem 7. Infanterie-Regiment aggregiert. Am 7. April 1842 wurde er zum Generalmajor befördert und am 2. September 1844 durch König Friedrich Wilhelm IV. mit dem Roten Adlerorden II. Klasse mit Eichenlaub ausgezeichnet. Kowalzig wurde am 27. März 1847 zum Kommandanten der Festung Danzig ernannt. Aufgrund einer Beurteilung seines Kommandierenden Generals Friedrich zu Dohna-Schlobitten stellte man Kowalzig am 3. März 1848 unter Verleihung des Charakters als Generalleutnant mit einer jährlichen Pension von 2700 Talern zur Disposition. Am 7. August 1749 bekam er den Abschied mit seiner bisherigen Pension. Er starb am 29. Dezember 1862 in Berlin.

### Familie
Kowalzig heiratete am 16. November 1824 in Königsberg Josephine Friederike Emilie von Pfuhl (1802–1849). Sie war eine Tochter des preußischen Oberst und ehemaligen Kommandeurs des 1. Leib-Husaren-Regiments Dietrich Bogislav von Pfuhl (1755–1825). Das Paar hatte zwei Söhne, darunter Karl, der am 14. Juni 1851 als Sekondeleutnant im I. Bataillon im 27. Landwehr-Regiment seinen Abschied nahm.
Kowalzig ließ seine Frau am 18. Juni 1849 auf dem Friedhof St. Salvator in Danzig begraben.